# Юджи Кишиоку
Юджи Кишиоку (на японски: 岸奥 裕二) е японски футболист.

## Национален отбор
Записал е и 10 мача за националния отбор на Япония.
| Япония | Япония | Япония |
| Година | Мачове | Голове |
| ------ | ------ | ------ |
| 1979   | 5      | 0      |
| 1980   | 5      | 2      |
| Общо   | 10     | 2      |